# Acanthoplectron umbratum
Acanthoplectron umbratum är en insektsart som beskrevs av Tim R. New 1985. Acanthoplectron umbratum ingår i släktet Acanthoplectron och familjen myrlejonsländor. Inga underarter finns listade i Catalogue of Life.